# Премия Ганса и Софи Шолль

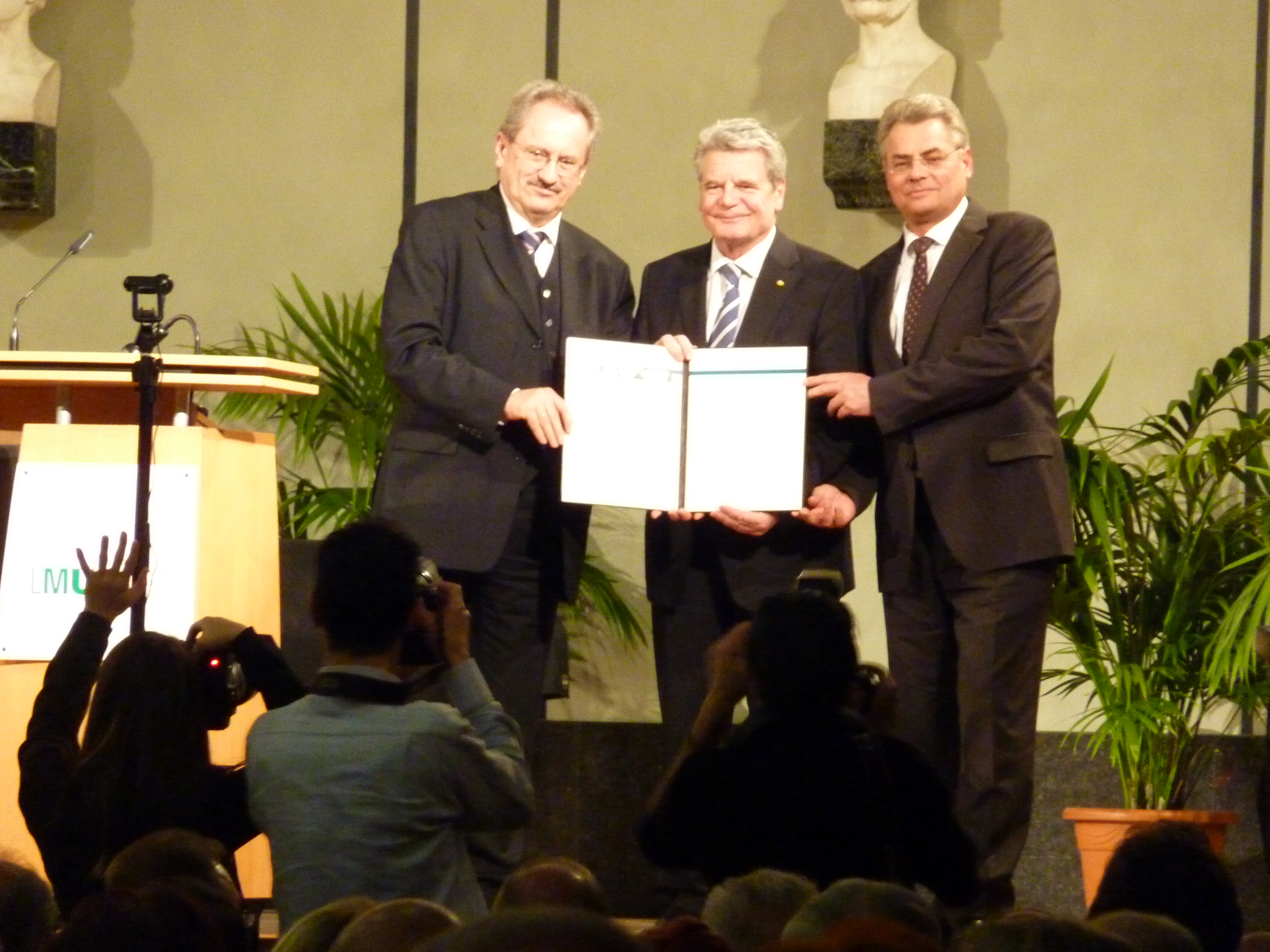
Вручение премии Иоахиму Гауку в 2010 году

Премия имени антифашистов Ганса и Софи Шолль — литературная премия, учреждённая в 1980 году баварским отделением Биржевого союза немецкой книготорговли и городом Мюнхен. Премия названа в честь Ганса и Софи Шолль и отмечает книгу, которая свидетельствует о духовной независимости, поощряет гражданскую свободу, моральную, интеллектуальную и эстетическую смелость и тем самым дает ощутимый импульс чувству ответственности современников. Размер премии 10 000 евро. Церемония награждения проходит в Мюнхенском университете.

## Избранные лауреаты
За прошедшие годы лауреатами премии стали:
- 1980 — Рольф Хоххут — Eine Liebe in Deutschland
- 1981 — Райнер Кунце — Auf eigene Hoffnung
- 1982 — Франц Фюман — Der Sturz des Engels
- 1984 — Анна Элизабет Росмус — Widerstand und Verfolgung
- 1985 — Юрген Хабермас — Die neue Unübersichtlichkeit
- 1986 — Корделия Мария Эдвардсон Bränt barn söker sig till elden («Сожжённый ребёнок ищет огня»)
- 1987 — Криста Вольф — Störfall
- 1989 — Хельмут Джеймс фон Мольтке — Briefe an Freya 1939—1945 (посмертно)
- 1993 — Вольфганг Софский — Die Ordnung des Terrors — Das Konzentrationslager
- 1995 — Виктор Клемперер — Ich will Zeugnis ablegen bis zum letzten. Tagebücher 1933—1945 (посмертно)
- 1998 — Саул Фридлендер — Das Dritte Reich und die Juden
- 1999 — Питер Гей — Meine deutsche Frage
- 2000 — Хелене Хольцман — Dies Kind soll leben (посмертно)
- 2002 — Рауль Хильберг — Die Quellen des Holocaust
- 2005 — Неджла Келек — Die fremde Braut
- 2006 — Михаил Себастьян —  Voller Entsetzen, aber nicht verzweifelt (посмертно)
- 2007 — Анна Политковская — «Путешествие в ад. Чеченский дневник», документальная книга (посмертно)
- 2008 — Давид Гроссман — Die Kraft zur Korrektur
- 2009 — Роберто Савиано — Изнанка смерти
- 2010 — Йоахим Гаук — Зима среди лета. Воспоминания
- 2011 — Ляо Иву[англ.] — Für ein Lied und hundert Lieder. Ein Zeugenbericht aus chinesischen Gefängnissen
- 2014 — Гленн Гринвальд — Негде спрятаться. Эдвард Сноуден и зоркий глаз Дядюшки Сэма[англ.][1]
- 2015 — Акилле Мбембе[англ.] — Kritik der schwarzen Vernunft.
- 2016 — Гаранс Лекен[нем.] — Im Herzen der syrischen Todesmaschinerie.
- 2017 —
- 2018 —
- 2019 —
- 2020 —